# Sorgo
Sorgo (Sorghum Moench) – rodzaj roślin z rodziny wiechlinowatych. Obejmuje 18–20 gatunków. Szczególnie dużo problemów taksonomicznych przysparza Sorghum bicolor, którego odmiany i podgatunki były powodem opisywania licznych, odrębnych gatunków. Rośliny tego rodzaju występują w strefie klimatów ciepłych i gorących Starego Świata (tylko jeden endemiczny gatunek rośnie w Meksyku), stanowiąc jedną z najważniejszych roślin zbożowych tych regionów świata. Poza Afryką różne gatunki i odmiany uprawiane są także w Indiach i Chinach. Sorgo zajmuje piąte miejsce na świecie pod względem obszaru upraw. Rośliny tego gatunku cechują się dużą odpornością na wysokie temperatury i susze. Wartość odżywcza sorgo jest porównywalna z kukurydzą. Ziarno cechuje się wysoką wartością odżywczą i może być wykorzystywane zarówno w celach konsumpcyjnych, jak i jako pasza. W Polsce uprawiane i przejściowo dziczejące są dwa gatunki – sorgo alepskie S. halepense i sorgo dwubarwne S. bicolor.

## Systematyka
Pozycja systematyczna
Rodzaj z rodziny wiechlinowatych (Poaceae) z rzędu wiechlinowców (Poales). W obrębie rodziny należy do podrodziny Panicoideae, plemienia Andropogoneae.
Wykaz gatunków
- Sorghum amplum Lazarides
- Sorghum arundinaceum (Desv.) Stapf
- Sorghum bicolor (L.) Moench – sorgo dwubarwne
- Sorghum brachypodum Lazarides
- Sorghum bulbosum Lazarides
- Sorghum burmahicum Raizada
- Sorghum controversum (Steud.) Snowden
- Sorghum × drummondii (Nees ex Steud.) Millsp. & Chase
- Sorghum ecarinatum Lazarides
- Sorghum exstans Lazarides
- Sorghum grande Lazarides
- Sorghum halepense (L.) Pers. – sorgo alepskie
- Sorghum interjectum Lazarides
- Sorghum laxiflorum F.M.Bailey
- Sorghum macrospermum E.D.Garber
- Sorghum matarankense E.D.Garber & Snyder
- Sorghum nitidum (Vahl) Pers.
- Sorghum propinquum (Kunth) Hitchc.
- Sorghum virgatum (Hack.) Stapf

## Zastosowanie

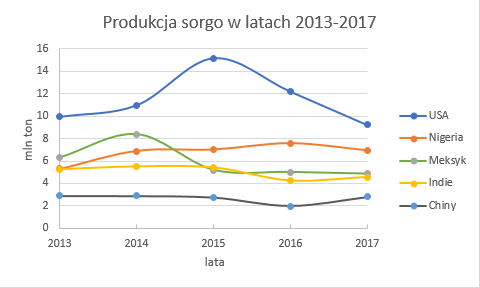
Największymi producentami sorgo są: USA, Nigeria, Meksyk, Indie i Chiny.

- Niektóre gatunki są bardzo wartościowymi roślinami żywieniowymi, ponieważ zawierają do 13% białka oraz witaminy z grupy B.
- Liście wykorzystuje się jako paszę dla bydła, a ziarno przerabia na kaszę i mąkę, z której robi się placki.
- Z sorgo wykonuje się napój alkoholowy podobny do piwa albo wódki (rozmaite odmiany): gaoliang.
- Sorgo dostarcza także materiału do wyrobu mioteł i szczotek (tzw. szczotek ryżowych), źdźbła służą jako opał, materiał budowlany i do stawiania płotów[11].

## Uprawa w Polsce
Sorgo zyskuje zainteresowanie w Polsce ze względu na zmianę warunków klimatycznych, które coraz bardziej sprzyjają uprawie sorgo niż kukurydzy. Okresowe susze, podatność kukurydzy na stonkę kukurydzianą, choroby grzybowe oraz uprawa na niewłaściwych glebach przekonują rolników do zmiany upraw.